# Salacia (Mythologie)
Salacia ist in der römischen Mythologie die Göttin des Salzwassers und die Gefährtin von Neptun. Die Nymphe Salacia wird oft mit der Amphitrite aus der griechischen Mythologie gleichgesetzt.
Für die Namensherkunft gibt es verschiedene etymologische Herleitungen. So könnte sich der Name von „salum“ (Meer oder Meereswelle) ableiten, aber auch von „sal“ (Salz). Eine weitere mögliche Ableitung stammt von dem Wort „salax“ (geil), sodass Salacia auch gelegentlich als Liebesgöttin aufgefasst wurde.
Der altrömische Kult um die Göttin Salacia war in der späten Römischen Republik und der Römischen Kaiserzeit bereits weitgehend in Vergessenheit geraten. Salacia wird bei einigen Autoren beiläufig erwähnt. Cicero setzte Salacia mit Thetis gleich, auch Apuleius erwähnt Salacia zusammen mit Nereiden und als Neptuns Begleiterin. Bei Marcus Terentius Varro und Augustinus von Hippo ist Salacia die Frau Neptuns, ebenso bei Maurus Servius Honoratus, der sie als Mutter von Triton nannte.
In Osteuropa finden sich mehrere Hinweise auf ein Wiederaufleben des Kultes um Salacia im 2. und 3. Jahrhundert, so auf einer Inschrift aus Tragurium (heute Trogir, Kroatien) sowie auf Altären aus Ulpia Traiana Sarmizegetusa (heute Sarmizegetusa, Rumänien) und Vindobona (Wien).
(120347) Salacia, ein Asteroid und möglicher Zwergplanet des Kuipergürtels, wurde nach Salacia benannt.
Die römische Siedlung Salacia Urbs Imperatoria, das heutige Alcácer do Sal in Portugal, wurde zu Ehren der Nymphe Salacia benannt.